# Brivet
Der Brivet ist ein Fluss in Frankreich, der im Département Loire-Atlantique in der Region Pays de la Loire verläuft. Er entsteht durch Zusammenfluss mehrerer Entwässerungskanäle an der Gemeindegrenze zwischen Drefféac und Sainte-Anne-sur-Brivet. Hier münden der Canal de la Curée, der Canal de la Fleur und der Canal Joseph, die die Feuchtgebiete im Becken von Saint-Gildas-des-Bois entwässern. Der Brivet fließt generell in südwestlicher Richtung durch die Landschaft La Brière und erreicht schließlich den Regionalen Naturpark Brière, wo er zur Wasserversorgung dieses Biotops über den Canal de Rosé und den Canal de Trignac herangezogen wird. Der Brivet mündet nach insgesamt rund 35 Kilometern bei Saint-Nazaire als rechter Zufluss in den Ästuar des Flusses Loire, der formal eigentlich schon zum Atlantischen Ozean gehört.

## Orte am Fluss
- Pontchâteau
- Besné
- Saint-Malo-de-Guersac
- Trignac
- Saint-Nazaire